# Caio Papírio Crasso
Caio Papírio Crasso (em latim: Caius Papirius Crassus) foi um político da gente Papíria nos primeiros anos da República Romana, eleito tribuno consular em 384 a.C..

## Tribunato consular (384 a.C.)
Em 384 a.C., foi eleito novamente, desta vez com Marco Fúrio Camilo, Sérvio Sulpício Rufo, Públio Valério Potito Publícola, Sérvio Cornélio Maluginense e Tito Quíncio Cincinato Capitolino.
O ano de 384 a.C. foi marcado pelo processo contra Marco Mânlio Capitolino e que terminou, tragicamente, com sua condenação à morte na Rocha Tarpeia. Marco era um grande adversário de Camilo e o acusava de querer ser rei, justamente a acusação que o levaria à morte.